# Ernesto Pérez Zúñiga
Pour les articles homonymes, voir Ernesto Pérez, Pérez et Zúñiga.
Œuvres principales
La fuga del maestro Tartini
Ernesto Pérez Zúñiga, né à Madrid en 1971, est un poète et un romancier espagnol. Il a été directeur de plusieurs collections littéraires dans diverses maisons d'édition espagnoles. Il travaille aujourd'hui à l'institut Cervantes, à Madrid.

### En espagnol
- No cantaremos en tierra de extraños, Galaxia Gutenberg, 2016.
- La fuga del maestro Tartini, Alianza, 2013.
- El juego del mono, Alianza, 2011.
- El segundo círculo, Algaida, 2007.
- Cuadernos del hábito oscuro, Candaya, 2007.
- Santo diablo, Kailas, 2004 ; Puzzle, 2005.
- Calles para un pez luna, Visor, 2002.
- Las botas de siete leguas y otras maneras de morir, Suma de Letras, 2002.
- Ella cena de día, Dauro, 2000.
- Los cuartos menguantes, Ayuntamiento de Granada, 1997.
- El vigilante, El reloj y el viento, 1991.

### Œuvres traduites en français
- Écrit dans le miroir (Escrito en el espejo), Jean Marie Desbois éditeur, 2016.

## Prix
- Prix Torrente Ballester 2012 pour El tercer sonido.